# Dolichopus tenuipes
Dolichopus tenuipes är en tvåvingeart som beskrevs av Aldrich 1894. Dolichopus tenuipes ingår i släktet Dolichopus och familjen styltflugor. Inga underarter finns listade i Catalogue of Life.